# Vörösvállú ölyv
A vörösvállú ölyv (Buteo lineatus) a madarak osztályának vágómadár-alakúak (Accipitriformes) rendjébe, ezen belül a vágómadárfélék (Accipitridae) családjába tartozó faj.

## Rendszerezése
A fajt Johann Friedrich Gmelin német természettudós írta le 1788-ban, a Falco nembe Falco lineatus néven.

## Alfajai
- keleti vörösvállú ölyv (Buteo lineatus lineatus), Amerikai Egyesült Államok keleti része
- texasi vörösvállú ölyv (Buteo lineatus texanus), Texas
- floridai vörösvállú ölyv (Buteo lineatus extimus), Florida délkeleti része
- Allen-vörösvállú ölyv (Buteo lineatus alleni), Amerikai Egyesült Államok délkeleti része
- kaliforniai vörösvállú ölyv (Buteo lineatus elegans), Kalifornia és Mexikó

## Előfordulása
Kanada, az Amerikai Egyesült Államok és Mexikó területén honos. Természetes élőhelyei a mérsékelt övi erdők, szubtrópusi vagy trópusi síkvidéki esőerdők, valamint szántóföldek és másodlagos erdők. Vonuló faj.

## Megjelenése
Testhossza 47 centiméter, szárnyfesztávolsága 90–118 centiméter, testtömege pedig 500–700 gramm.
|  |  |

## Életmódja
A meleg légáramlatok segítségével vitorlázik, majd hirtelen lecsap a zsákmányára. Emlősökre, madarakra, hüllőkre, kétéltűekre és nagyobb rovarokra vadászik.

## Szaporodása
Fészekalja 2-5 tojásból áll, melyen 28 napig kotlik.

## Természetvédelmi helyzete
Az elterjedési területe rendkívül nagy, egyedszám pedig növekszik. A Természetvédelmi Világszövetség Vörös listáján nem fenyegetett fajként szerepel.